# Josep Maria Argimon i Pallàs
Josep Maria Argimon (Barcelona, 1958) és llicenciat en medicina i doctor per la Universitat Autònoma de Barcelona (UAB), va ser conseller de Salut del Govern de la Generalitat de Catalunya com a independent de Junts per Catalunya.
És especialista en medicina preventiva i salut pública per l'Hospital Universitari de Bellvitge (HUB), diplomat en epidemiologia i estadística per la Universitat Pierre i Marie Curie de París, màster en atenció sanitària basada en l'evidència per la Universitat d'Oxford i màster en epidemiologia i planificació sanitària per la Universitat de Gal·les. També ha estat consultor internacional a l'Amèrica Llatina per a la Unió Europea i l'Agència Alemanya de Cooperació. És autor de llibres i articles sobre epidemiologia clínica, planificació sanitària i salut pública.
En l'àmbit professional ha desenvolupat diferents càrrecs al Servei Català de la Salut (CatSalut). Entre el 2004 i el 2008 va ser cap de Divisió d'Avaluació de Serveis Assistencials; del 2008 al 2012, gerent de Planificació, Compra i Avaluació. Entre setembre 2012 i fins al gener del 2016 va ser el director de l'Agència de Qualitat i Avaluació Sanitàries de Catalunya (AQuAS). Des de febrer del 2016 ha estat subdirector del CatSalut. Entre el 2018 i el 2021 fou director de l'Institut Català de la Salut, càrrec que des de juliol 2020 compaginà amb el de secretari de Salut Pública del Departament de Salut. D'ençà maig de 2021 és conseller de Salut com a independent proposat per Junts per Catalunya dins l'executiu que lidera Pere Aragonès.
Arran del trencament de Junts de l'executiu, és substituït per Manel Balcells a la conselleria de Salut l'octubre de 2022. El desembre de 2022 s'incorpora com a director d'infraestructures científiques de la Barcelonaβeta Brain Research Center de la Fundació Pasqual Maragall.